# The Morning
«The Morning» (с англ. — «Утро») ― песня канадского музыканта The Weeknd из его дебютного микстейпа. Трек был опубликован в микстейпе House of Balloons. Песня была спродюсирована Illangelo и Doc McKinney. Pitchfork поместил песню на 15 место в списке 100 лучших песен 2011 года.

## Чарты
| Чарт (2012)                                       | Высшая позиция |
| ------------------------------------------------- | -------------- |
| US Bubbling Under R&B/Hip-Hop Singles (Billboard) | 9              |

## Сертификации
| Регион                                                                      | Сертификация | Продажи   |
| --------------------------------------------------------------------------- | ------------ | --------- |
| Канада (Music Canada)                                                       | Платиновый   | 80 000    |
| Дания (IFPI Danmark)                                                        | Золотой      | 45 000    |
| Великобритания (BPI)                                                        | Серебряный   | 200 000   |
| США (RIAA)                                                                  | Платиновый   | 1 000 000 |
| Данные о продажах + прослушиваниях приведены только на основе сертификации. |              |           |